# Corazón Azul
Pour plus de détails, voir Fiche technique et Distribution.
Corazón Azul est un film de science-fiction horrifique cubain réalisé par Miguel Coyula et sorti en 2021.
Il a été présenté pour la première fois au Festival international du film de Moscou 2021 et participe à d'autres événements tels que le Festival international du film de Guadalajara et le Festival international du cinéma indépendant de Buenos Aires (BAFICI).

## Synopsis
L'intrigue du film se déroule dans une uchronie. Dans cette histoire alternative, Fidel Castro considère que seul le génie génétique peut permettre de créer l'homme nouveau qui sauvera le socialisme cubain. Plusieurs expériences sont menées dans ce but, mais toutes échouent et donnent naissance à des individus extrêmement dangereux qui menacent de plonger la société dans le chaos et la violence, regroupés en une cellule terroriste. L'un de ses membres entreprend un voyage vers l'origine de son code génétique, à la recherche de son humanité.

## Fiche technique
- Titre italien original : Corazón Azul[1]
- Réalisation : Miguel Coyula
- Scénario : Miguel Coyula
- Photographie : Miguel Coyula
- Montage : Miguel Coyula
- Musique : Dika Chartoff, Ivan Lejardi, Miguel Coyula
- Décors : 	Miguel Coyula, Rafael Tamayo, Lynn Cruz
- Effets spéciaux : Miguel Coyula
- Production : Miguel Coyula, Lynn Cruz
- Sociétés de production : Pirámide
- Pays de production :  Cuba
- Langue originale : espagnol
- Format : couleur
- Genres : film de science-fiction horrifique
- Durée : 143 minutes
- Date de sortie :
  - Russie : 27 avril 2021 (Festival international du film de Moscou 2021)
  - France : 27 mars 2022 (Festival Les Reflets du cinéma ibérique et latino-américain de Villeurbanne)

## Distribution
- Lynn Cruz (es) : Elena
- Carlos Javier Martinez : David
- Héctor Noas : Tomás
- Mariana Alom : Diana
- Fernando Pérez Valdés : Fernando

## Production
Le film a été tourné clandestinement, dans l'ordre chronologique, pendant 10 ans. Au cours du tournage, plusieurs acteurs ont abandonné le projet, notamment Héctor Noas (es), ce qui a obligé le réalisateur à réécrire le scénario à plusieurs reprises. Un autre événement marquant de la production a été l'interrogatoire du photographe Javier Caso qui, après avoir pris des photos du tournage, a été convoqué par les services de sécurité cubains pour un interrogatoire, dont il a enregistré l'audio avec un téléphone portable caché. Lynn Cruz a relaté l'expérience du tournage dans le livre Crónica Azul, lauréat du prix Franz Kafka de l'essai/témoignage.

## Censure à Cuba, au Maroc, en Biélorussie et aux États-Unis
Le film a été censuré au Festival LISTAPAD à Minsk, en Biélorussie, où il a été retiré de la compétition officielle et placé dans la section cinéma jeune, bien que le réalisateur ait 44 ans. Le Festival international du cinéma et de la mémoire commune de Nador au Maroc (FICMEC) l'a retiré de son programme. Dans les deux pays, il a été qualifié de pornographique peu avant le début des événements et le réalisateur a été invité à couper certaines scènes. Dans les deux cas, Coyula a refusé. Il est interdit sur le territoire cubain. Le Festival international du film de Miami de 2023 a présenté une large sélection de films cubains, à l'exception de Corazón Azul. À propos de cet événement, le critique vénézuélo-argentin Pablo Gamba a écrit : « Miguel Coyula est devenu un symbole du malaise politique dans le cinéma cubain actuel. C'est un honneur qu'il doit non seulement aux responsables culturels et à la police de Cuba, son pays, où il vit, mais qui s'est étendu à Miami ».